# レ・ミュロー
レ・ミュロー （Les Mureaux）は、フランス、イル＝ド＝フランス地域圏、イヴリーヌ県の都市。

## 地理
パリの西約39kmの地点にある。セーヌ川の左岸にある工業都市で、対岸はムランとアルドリクールである。

## 歴史

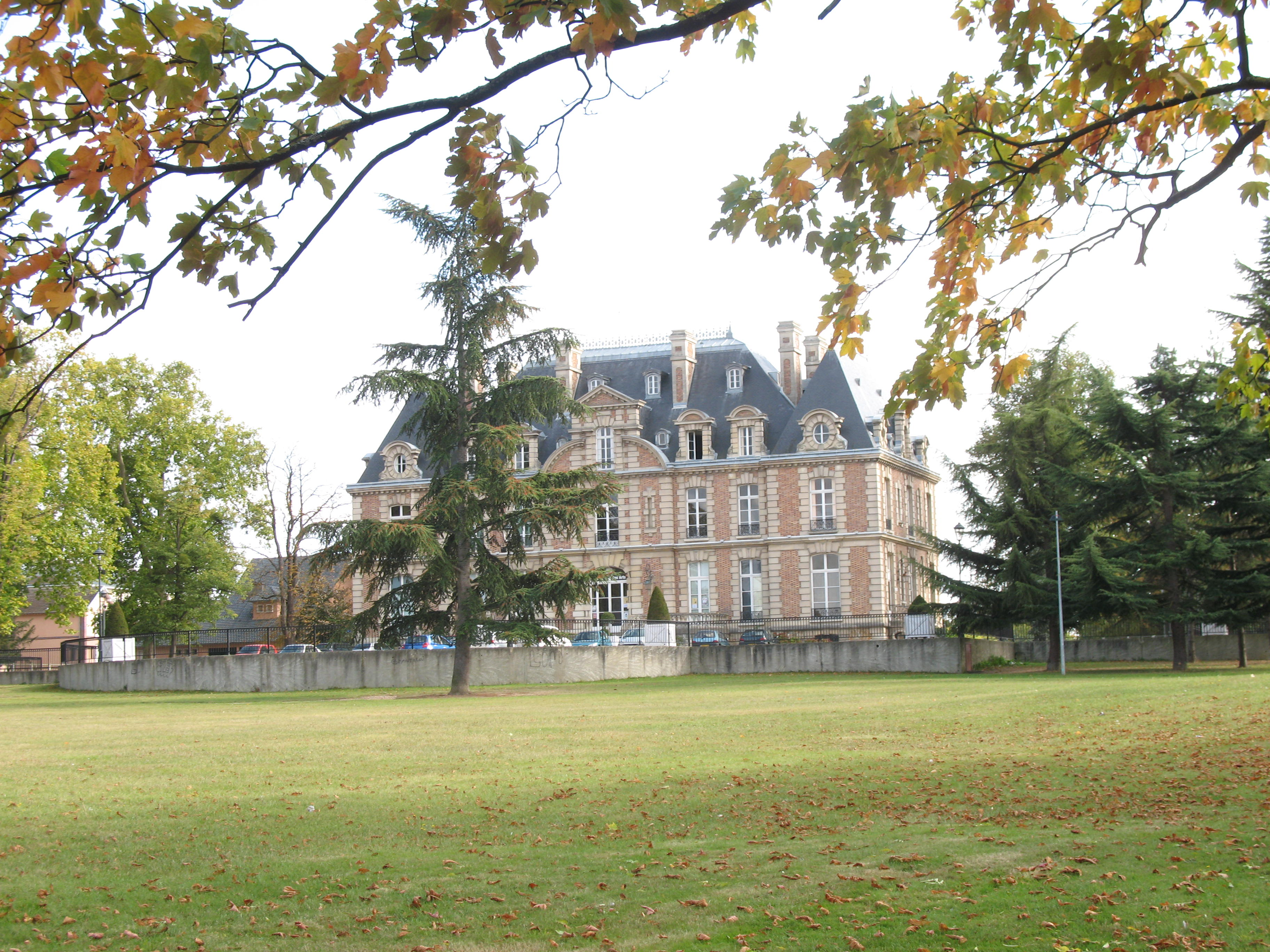
ベシュヴィル城

レ・ミュローとは、ラテン語で町を取り囲む壁を意味するmurelliに由来する。
- 紀元前3000年頃の巨石記念物が、19世紀後半に発見されている。
- 中世には、ムラン伯爵家の砦がレ・ミュロー村にあった。
- 16世紀から約2世紀にわたって、ブルゴーニュ出身のヴィオン家がミュロー領主となった。ベシュヴィル城はヴィオン家の居城であった。
- 1811年、ピエール・ダリュ伯爵がレ・ミュローの土地とベシュヴィル城を購入した。
- 1843年、レ・ミュロー駅（フランス語版）が設置された。
- 1850年から1860年にかけ、伯爵ナポレオン・ダリュ（ナポレオン1世と皇后ジョゼフィーヌが代父母となった）がベシュヴィル城を再建した。
- 1952年、ミュローの工場でつくられた軍事輸送機ノール ノラトラが初飛行を行った。
- 1950年代から1960年代にかけ、グラン・アンサンブル（フランス語版）（高層集合住宅群）が建設された。

## 交通
- 道路 - A-13
- 鉄道 - コミューン内を東西にパリ＝サン＝ラザール - ル・アーブル線が横断する。トランシリアンJ線レ・ミュロー駅

## 姉妹都市
- アルカネナ、ポルトガル